# Ásgeir Trausti
Ásgeir Trausti Einarsson (* 1. července 1992 Laugarbakki) je islandský zpěvák, hudebník a skladatel, představitel žánru folktronica. Vystupuje s vlastní doprovodnou skupinou i s kapelou The Lovely Lion.
Pochází z vesnice na severu Islandu a je synem básníka Einara Georga Einarssona, jehož texty zhudebňuje. Od šesti let se učil hrát na kytaru a klavír a první skupinu založil v jedenácti letech. V mládí se kromě hudby věnoval závodně hodu oštěpem.
V roce 2012 vydal debutové album Dýrð í dauðaþögn, které získalo Islandskou hudební cenu pro desku roku. Ve spolupráci s americkým hudebníkem Johnem Grantem vytvořil také její anglickou verzi In the Silence, která se dostala na osmé místo australského žebříčku ARIA Charts a v databázi Metacritic dosáhla skóre 79/100. Na dalších dlouhohrajících deskách Afterglow (2017) a Bury the Moon / Sátt (2020) se jeho tvorba posunulo od indie folku k elektronické hudbě. V roce 2021 vydal EP The Sky Is Painted Gray Today, které přineslo návrat k akustice a lyrickým náladám.
Na prvním místě neoficiální islandské hitparády Tónlist měl Ásgeir nahrávky „Leyndarmál“, „Dýrð í dauðaþögn“, „Frá mér til ykkar“ a „Stormurinn“ a vánoční píseň „Hvítir skór“, kterou nahrál s rapperem Blazem Rocou. V roce 2014 obdržel ocenění European Border Breakers Award.